# Banyalbufar
Bañalbufar är en kommun i Spanien. Den ligger i den autonoma regionen Balearerna i östra delen av landet. Antalet invånare är 577 (2024). Bañalbufar ligger på ön Mallorca.